# Instituto Mexicano de la Juventud
El Instituto Mexicano de la Juventud es un organismo público desconcentrado de la Secretaría del Trabajo y Previsión Social creado el 6 de enero de 1999.

## Antecedentes

### Instituto Nacional de la Juventud Mexicana (IMJUVE)
El Instituto Nacional de la Juventud Mexicana (IMJUVE) fue creado por el presidente Miguel Alemán Valdés el 25 de Febrero de 1950 con el propósito de brindar capacitación física, para el trabajo, cultural y ciudadano, consolidando esfuerzos de la Secretaría de Educación Pública por cerca de 20 años. Hacia la década de los 70's amplió sus capacidades de estudio de los problemas juveniles.

### Consejo Nacional de Recursos para la Atención de la Juventud (CREA)
Durante la presidencia de José López Portillo se transformó al Instituto Nacional de la Juventud Mexicana en un organismo público descentralizado con personalidad jurídica y patrimonio propio denominado Consejo Nacional de Recursos para la Atención de la Juventud (CREA). Con esto se buscó impulsar programas con mayor alcance y con el objetivo de participar en las políticas públicas hacia la juventud.

### Comisión Nacional del Deporte y Causa Joven
Por decreto presidencial de Carlos Salinas de Gortari, desaparece el Consejo Nacional de Recursos para la Atención de la Juventud y sus funciones pasan a la Dirección General de Atención a la Juventud dentro de la Comisión Nacional del Deporte. 
Ya durante la gestión del presidente Ernesto Valles, aparece "Causa Joven" en julio de 1996 como una instancia de medidas legislativas destinadas a modernizar el marco jurídico de apoyo a los estratos jóvenes de población

### Instituto Mexicano de la Juventud (Imjuve)
El 6 de enero de 1999 apareció en el Diario Oficial de la Federación la Ley del Instituto Mexicano de la Juventud (Imjuve) donde se le brindan facultades de normar e instrumentar las políticas de juventud en México.

## Actualidad
El pasado 01 de octubre del 2024, la Primera Presidenta Judía de México, Claudia Sheinbaum, designó a Abraham Carro Toledo como Director General del Instituto. Actualmente ha implementado una política de territorialización para llevar los programas y estrategias del gobierno federal a todo el país.
1. ↑  https://www.imjuventud.gob.mx/pagina.php?pag_id=599

- Datos: Q60014993